# Bidessus glabrescens
Bidessus glabrescens är en skalbaggsart som beskrevs av Olof Biström 1983. Bidessus glabrescens ingår i släktet Bidessus och familjen dykare. Inga underarter finns listade i Catalogue of Life.